# Mermessus facetus
Mermessus facetus là một loài nhện trong họ Linyphiidae.
Loài này thuộc chi Mermessus. Mermessus facetus được Alfred Frank Millidge miêu tả năm 1987.